# Julien Paradis
Julien Paradis es un deportista canadiense que compitió en judo. Ganó una medalla de plata en el Campeonato Panamericano de Judo de 2008, en la categoría de –55 kg.

## Palmarés internacional
| Campeonato Panamericano | Campeonato Panamericano | Campeonato Panamericano | Campeonato Panamericano |
| Año                     | Lugar                   | Medalla                 | Categoría               |
| ----------------------- | ----------------------- | ----------------------- | ----------------------- |
| 2008                    | Miami (Estados Unidos)  | Medalla de plata        | –55 kg                  |